# Llocnou d'en Fenollet (kommun i Spanien)
Llocnou d'En Fenollet är en kommun i Spanien.   Den ligger i provinsen Província de València och regionen Valencia, i den östra delen av landet, 300 km sydost om huvudstaden Madrid. Antalet invånare är 920. Arean är 1,5 kvadratkilometer. Llocnou d'En Fenollet gränsar till Barxeta, Genovés och Xàtiva. 
Terrängen i Llocnou d'En Fenollet är platt.